# Purificación Angue Ondo
Purificación Angue Ondo (née à Mongomo en avril 1946) est une diplomate équatoguinéenne.

## Biographie
Purificación Angue Ondo suit des études d'enseignement, étant une des premières femmes équatoguinéennes à fréquenter l'université, et devient elle-même professeure en 1964. Entre 1964 et 1968, elle quitte cette carrière et est embauchée au ministère des affaires étrangères. En 1968, elle est arrêtée pour des raisons qu'elle affirme ne pas connaître ; elle est arrêtée plusieurs autres fois dans les cinq années qui suivent sous la présidence de Francisco Macías Nguema.
Angue Ondo finit par s'exiler au Gabon voisin, où elle vit de 1973 à 1980 et enseigne l'espagnol. En 1980, elle revient vivre en Guinée Équatoriale après le coup d'État de Teodoro Obiang Nguema Mbasogo.
En 1981, elle est nommée vice-ministre du travail, de la sécurité sociale et de l'avancement des femmes en Guinée Équatoriale.
Dans les années 1990, elle travaille au sein du ministère équatoguinéen pour l'avancement des femmes, puis devient ambassadrice du pays auprès du Cameroun, du Tchad, de la République du Congo et de la République centrafricaine. En 2005, elle devient ambassadrice auprès des États-Unis, et en 2013, auprès de l'Espagne jusqu'en janvier 2020 ; elle est la première femme à ce dernier poste.

## Postérité
Elle reçoit l'Ordre de l'indépendance de la Guinée équatoriale en 1983 et la Grande-Croix de l'Ordre de l'indépendance en 1988 et en 1999. En juin 2014, elle reçoit le titre de dame de la confrérie des chevaliers de Don Quichotte de la part de la fondation César Egido Serrano (es).